# Concrete and Steel
Concrete and Steel è un singolo del gruppo musicale statunitense ZZ Top, pubblicato nel 1990 ed estratto dall'album Recycler.

## Formazione
- Billy Gibbons – chitarra, voce
- Dusty Hill – basso, cori
- Frank Beard – batteria, cori